# Ouled Aïssa (Boumerdès)
Pour les articles homonymes, voir Ouled Aïssa (Timimoun).
Ouled Aïssa (أولاد عيسى en arabe, Tizi Naïth Aïcha en kabyle, transcrit ⵜⵉⵣⵉ ⵏ ⴰⵜ ⵄⵉⵛⴰ en Tifinagh, Ouled Aïssa pendant la colonisation française) est une commune de la wilaya de Boumerdès, dans la daïra de Naciria, en Algérie.

## Géographie
La commune s'étend sur une superficie de 1 456,16 km2[réf. nécessaire].
| Djinet        | Sidi Daoud  | Sidi Daoud |
| Bordj Menaïel | Ouled Aïssa | Baghlia    |
| Bordj Menaïel | Naciria     |            |

Avant le découpage administratif de l'Algérie en 1984, Ouled Aïssa relevait de la Wilaya de Tizi Ouzou puis a été rattachée à la Wilaya de Boumerdès

## Histoire
Ouled Aïssa est historiquement sur le territoire de la tribu des Isser Drouh[réf. nécessaire]. Il est délimité par décret du 29 septembre 1867 et constitué en quatre douars : Ouled Aïssa, Raïcha, El Guious et Ouled Medjkan. Il est autonomisé de la commune mixte des Issers par décret du 17 avril 1884 pour être rattaché à la commune de plein exercice de Bois-Sacré, future Abbo.
Le village est érigé en commune par arrêté du 8 novembre 1956, dans le département de Tizi Ouzou .

## Administration
| Période                                  | Période | Identité | Étiquette | Qualité |
| ---------------------------------------- | ------- | -------- | --------- | ------- |
|                                          |         |          |           |         |
| Les données manquantes sont à compléter. |         |          |           |         |

## Personnalité lier a la commune
- El Hadj Menouar ( Menouar Kerar 1913-1971) chanteur et musicien de chaabi algérienne né a la Casbah d’Alger originaire de Ain-Assila Ouled-Aissa ;
- Djamel Keddou (1952-2011) est un footballeur international algérien devenu ensuite entraîneur né a la Casbah d'Alger originaire de Ouled-Aiussa ;

Mahdi Cerbah ancien gardien de l'équipe d'Algérie il est originaire d'Ouled Aissa , 
l'écrivain Belkacem Rouache .